# Franz Simon von Pfaffenhofen

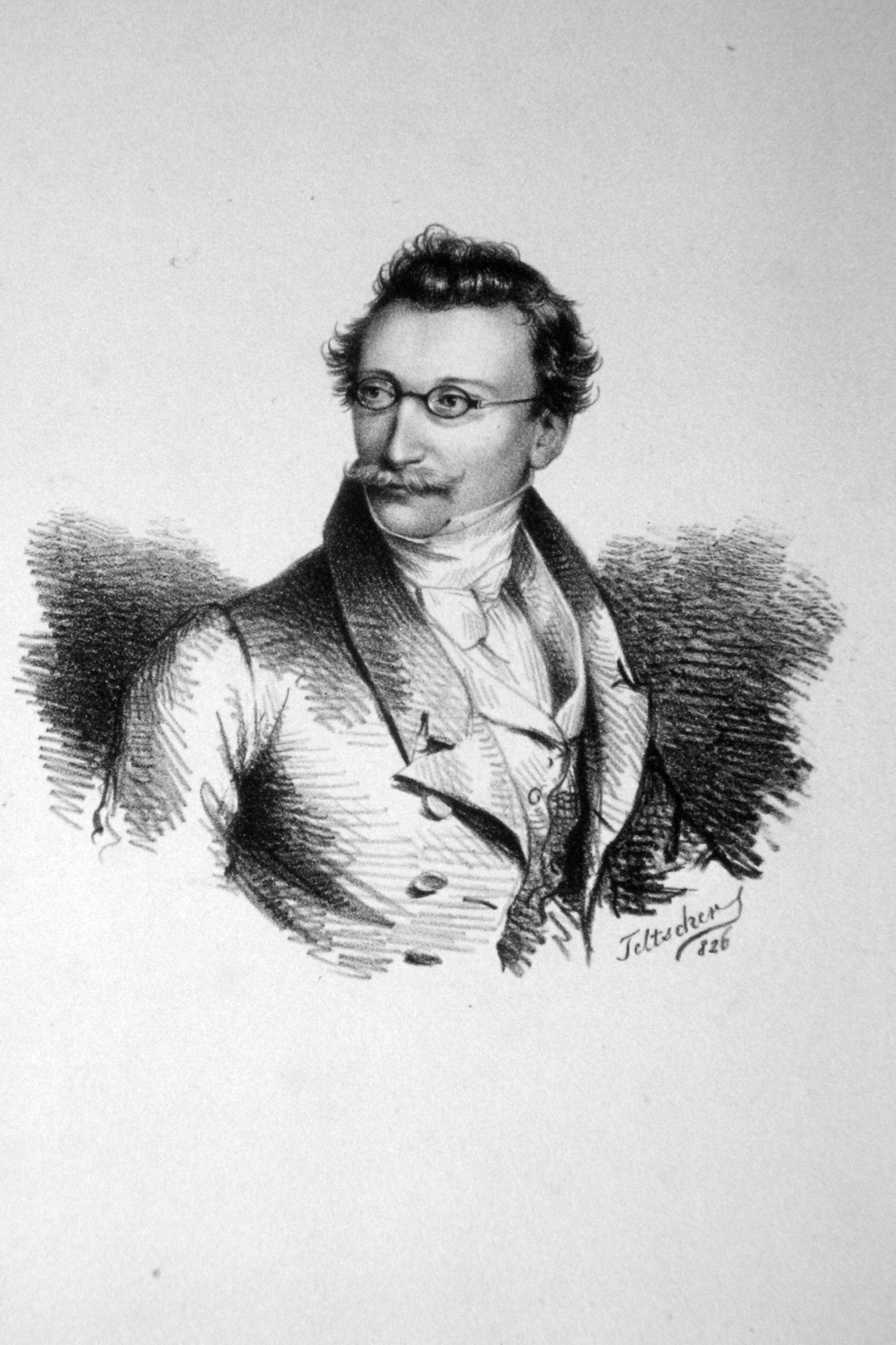
Franz Simon Freiherr von Pfaffenhofen (1797–1872), Numismatiker, Kammerherr. Lithographie von Josef Eduard Teltscher, 1826

Franz Simon Pfaff von Pfaffenhofen (franz. François Simon de Pfaff de Pfaffenhoven; * 27. Oktober 1797 in Saint-Cyr du Vaudreuil; † 4. April 1872 in Donaueschingen) war ein Freiherr, Großherzoglich Badischer Kammerherr und Numismatiker.

## Familie
Sein Großvater war der Baron Simon Georg Pfaff von Pfaffenhofen († 1784) und seine Großmutter Magdalena Maria Victoria Bourdel de Bayard († 1773), sein Vater war der Stiftsherr zu Lüttich und Ehrenritter des Malteserordens, Franz Simon Pfaff von Pfaffenhofen (* 13. Dezember 1753 in Saint-Riquier) und Besitzer der Insel Oberwerth bei Koblenz. 1819 erwarb sein Vater das Schloss Cobenzl, das er umbauen ließ, 1835 verkaufte er den Besitz am Reisenberg und zog auf die Insel Oberwerth, wo er am 4. April 1840 verstarb.

## Bildung und Wirken
Nach dem Besuch des Theresianum Wien und dem Collège Royal studierte er in Wien Rechtswissenschaft. 1829 kam er an den Hof von Karl Egon zu Fürstenberg in Donaueschingen, 1832 wurde er Hofcavalier. 1833 ernannte man ihn zu einem Großherzoglich Badischen Kammerherrn. Ab 1836 war er für die Kunstsammlung und Münzkabinett des Fürsten zuständig, wobei er zunächst die Münzsammlung ausbaute und betreute. 1840 übertrug man ihm auch die Leitung der Alterthümersammlungen. 1845 erschien seine erste Abhandlung über Die Münzen der Herzoge von Allemanien. Er begründete das Kupferstichkabinett und die Gemäldesammlung unter anderem mit Werken die im Schloss Donaueschingen vorhanden waren. Das Land Baden verdankt ihm die Auffindung der Tagebücher des Abtes Georg Michael Gaisser, einer bedeutenden Quelle zur Geschichte des Dreißigjährigen Krieges.